# Clase Urania Mella
El Urania Mella es un buque de lucha anti contaminación fletado hasta el 2013 por la Sociedad Estatal de Salvamento Marítimo, año en que fue devuelto a su armador Sertosa Norte y rebautizado como Monte Arucas donde suministra combustible a otros buques en aguas costeras. A pesar de esto, si se requirieran sus servicios podría entrar en servicio con el ente público en menos de cuatro horas.

## Historia
Fue construido en el 2009 en los Astilleros Cardama en Vigo con un presupuesto de unos 9,5 millones de euros y se ideó inicialmente para el suministro de combustible a otros buques, pero se adaptó a los requerimientos de Salvamento Marítimo optimizando sus condiciones para la recogida, recepción y almacenamiento de hidrocarburos en la mar, descargando los vertidos mediante los medios que incorpora el propio buque, tratándose del primer buque destinado únicamente a la recogida de residuos que operaba en España. Siendo su capacidad de almacenamiento es de 3100 m³.
En el año 2013 el buque fue devuelto al armador por falta de fondos de la administración (su alquiler costaba unos 80.000 euros mensuales) y fue re-acondicionado para el suministro de bunkering en el puerto de La Coruña y en la actualidad presta servicio rebautizado con el nombre de Monte Arucas, cuyo casco también fue repintado, en esta ocasión en color negro. A pesar de ello, tanto la compañía Sertosa como la administración estatal aseguran que la lucha contra la contaminación es la función prioritaria y precisan que en caso de que se le requiera, el barco puede descargar en Ferrol y ponerse en servicio en no más de cuatro horas.